# Scatopse alpestris
Scatopse alpestris är en tvåvingeart som beskrevs av Cook 1957. Scatopse alpestris ingår i släktet Scatopse och familjen dyngmyggor. Inga underarter finns listade i Catalogue of Life.